# Karimganj (underdistrikt)
Karimganj är ett underdistrikt i Bangladesh. Det ligger i den centrala delen av landet, 100 km nordost om huvudstaden Dhaka.
Trakten runt Karimganj består till största delen av jordbruksmark. Runt Karimganj är det mycket tätbefolkat, med 1 221 invånare per kvadratkilometer.